# Скотт (округ, Иллинойс)
Скотт (англ. Scott County) — округ в штате Иллинойс, США. Официально образован в 1839 году. По состоянию на 2010 год, численность населения составляла 5355 человек.

## География
По данным Бюро переписи США, общая площадь округа равняется 655,271 км2, из которых 650,091 км2 — суша, и 4,921 км2, или 0,700 % — это водоёмы.

## Население
По данным переписи населения 2000 года в округе проживает 5537 жителей в составе  222 домашних хозяйств и 1562 семей. Плотность населения составляет 9,00 человек на км2. На территории округа насчитывается 2464 жилых строения, при плотности застройки около 4-х строений на км2. Расовый состав населения: белые — 99,46 %, афроамериканцы — 0,04 %, коренные американцы (индейцы) — 0,14 %, азиаты — 0,13 %, гавайцы — 0,00 %, представители других рас — 0,04 %, представители двух или более рас — 0,20 %. Испаноязычные составляли 0,18 % населения независимо от расы.
В составе 33,80 % из общего числа домашних хозяйств проживают дети в возрасте до 18 лет, 58,30 % домашних хозяйств представляют собой супружеские пары, проживающие вместе, 8,30 % домашних хозяйств представляют собой одиноких женщин без супруга, 29,70 % домашних хозяйств не имеют отношения к семьям, 26,10 % домашних хозяйств состоят из одного человека, 13,80 % домашних хозяйств состоят из престарелых (65 лет и старше), проживающих в одиночестве. Средний размер домашнего хозяйства составляет 2,47 человека, и средний размер семьи — 2,98 человека.
Возрастной состав округа: 25,10 % — моложе 18 лет, 7,80 % — от 18 до 24, 27,30 % — от 25 до 44, 23,30 % — от 45 до 64, и 23,30 % — от 65 и старше. Средний возраст жителя округа — 39 лет. На каждые 100 женщин приходится 93,30 мужчин. На каждые 100 женщин старше 18 лет приходится 92,00 мужчин.
Средний доход на домохозяйство в округе составлял 36 566 USD, на семью — 42 924 USD. Среднестатистический заработок мужчины был 30 099 USD против 21 385 USD для женщины. Доход на душу населения составлял 16 998 USD. Около 6,50 % семей и 9,70 % общего населения находились ниже черты бедности, в том числе — 13,10 % молодежи (тех, кому ещё не исполнилось 18 лет) и 6,30 % тех, кому было уже больше 65 лет.